# Frantz Bille
Frantz Ernst Bille (født 14. februar 1832 i København, død 10. juni 1918 i London) var en dansk diplomat, søn af Steen Andersen Bille.
Bille var først ingeniørofficer, men begyndte den diplomatiske bane 1861 som legationssekretær ved gesandtskabet i Frankfurt, senere i Wien. Under krigen 1864 forrettede han tjeneste ved hovedkvarteret på Als og
Fyn og udnævntes samme år til kaptajn à la suite i generalstaben.
Han ansattes derefter ved gesandtskabet i Wien under fredsunderhandlingerne og efter fredsslutningen som chargé d'affaires sammesteds. 1865 blev han legationssekretær i Paris, 1867 chargé d'affaires i Washington, hvor han 1869 blev ministerresident.
Efter 1871 at have været midlertidig guvernør på de dansk-vestindiske øer, blev han 1872 gesandt i Stockholm, 1890-1908 i London. Bille var Danmarks delegerede på første fredskonference i Haag 1899. Han udnævntes ved sin afsked til gehejmekonferensråd og var en dygtig diplomat af den gamle skole.